# Harold Kroto
Harold Walter Kroto (Wisbech, 7 de outubro de 1939 – Lewes, 30 de abril de 2016) foi um químico britânico.
Conjuntamente com Robert Curl e Richard Smalley, foi agraciado com o Nobel de Química de 1996 pela sua descoberta dos fulerenos.
A maior parte de sua carreira docente transcorreu na Universidade de Sussex. Lecionava ultimamente na Universidade do Estado da Flórida.

## Biografia
Seu pai era polonês e sua mãe alemã, teve seu sobrenome abreviado para Kroto em 1955. Em 1961 ele obteve um grau honorário de Bacharelado em Ciências (Química) na Universidade de Sheffield, seguindo-se por um Doutorado em 1964 na mesma instituição. Sua tese de doutorado envolvia a análise espectral de radicais livres produzidos por fotólise (quebra de compostos químicos pela luz). 
Dentre outras coisas, tais como a constituição dos primeiros fosfoalquenos (compostos com dupla ligação de carbono e fósforo), seu trabalho de doutorado incluiu algumas pesquisas inéditas sobre sub-óxidos de carbono, do tipo O=C=C=C=O, e isto resultou num interesse em geral por moléculas contendo cadeias de átomos de carbono com ligações múltiplas. Seu interesse inicial era a química orgânica, porém quando ele conheceu a espectroscopia, passou a voltar-se para a química quântica.
Após concluir sua tese de pós-doutorado no National Research Council do Canadá e nos Laboratórios Bell nos Estados Unidos, começou a lecionar e a realizar pesquisas na Universidade de Sussex, Inglaterra, em 1967. Tornou-se professor pleno em 1985, e Professor-pesquisador da Royal Society entre 1991 e 2001. Em 1999 recebeu um Doutoramento Honoris causa pela Universidade de Aveiro

## Prêmio Nobel
Nos anos 1970 ele lançou um programa de pesquisa em Sussex para buscar cadeias de carbono no espaço cósmico. Seus estudos iniciais detectaram a molécula cianoacetileno, H-C≡C-C≡N. O grupo de Kroto buscava evidências espectrais de moléculas ainda mais longas, tais como o cianobutadieno, H-C≡C-C≡C-C≡N e o cianohexatrieno, H-C≡C-C≡C-C≡C-C≡N, e as encontrou entre 1975 e 1978. 
A busca de explicar a existência das mesmas levou à descoberta da molécula C60. Ele tomou conhecimento do trabalho de espectroscopia com laser feito por Richard Smalley e Robert Curl na Universidade Rice, no Texas. Ele sugeriu que eles usassem os equipamentos existentes na Universidade para simular a química do carbono existente na atmosfera de uma estrela de carbono. 
O experimento conduzido em setembro de 1985 não apenas provou que as estrelas de carbono podiam produzir as cadeias de carbono, mas também revelou um resultado surpreendente - a existência de moléculas do tipo C60. Os três cientistas conduziram o trabalho com os então estudantes Jim Heath (atualmente professor pleno na Cal. Tech.), Sean O'Brien (atualmente na Texas Instruments), e Yuan Liu (atualmente em Oak Ridge). O Nobel de Química foi dividido entre Curl, Kroto e Smalley em 1996.
Kroto realizou pesquisas em nanociência e nanotecnologia.

## Vida pessoal
Em 1963, casou-se com Margaret Henrietta Hunter, também uma estudante da Universidade de Sheffield. O casal teve dois filhos: Stephen e David. Ao longo de toda a sua vida, Kroto era um amante do cinema, teatro, arte, música e publicou seu próprio trabalho artístico.